# Bando (nome)
Bando  è un nome proprio di persona italiano maschile.

## Varianti
- Maschili: Bandino[1], Bandinello, Bindo[2], Brando

## Origine e diffusione
Rappresenta un ipocoristico dei nomi Ildebrando e Aldobrando (o dei loro diminutivi Ildebrandino e Aldobrandino), che, per quanto in disuso ai giorni nostri, erano molto diffusi in epoca medievale, soprattutto in Toscana e nell'Italia centro-settentrionale.
Etimologicamente, per la precisione, la mancanza della -r- in questo nome è dovuta a un'alterazione metatetica dei nomi di origine, come testimoniano gli scritti antichi: il nome Aldobrandino, per esempio, era anche noto nella forma Aldrobandino, che, tecnicamente, consiste per l'appunto in una metatesi (da cui poi l'aferesi in Bandino).
L'ampia diffusione del nome, e delle sue varianti, in tempo medievale è testimoniata anche dalla Divina Commedia, nella quale Dante cita Bindo come esempio di un nome molto comune nella Firenze dei suoi tempi, scrivendo "non ha Fiorenza tanti Lapi e Bindi quante sì fatte favole per anno in pergamo si gridan quinci e quindi".

## Onomastico
Trattandosi di un nome adespota, l'onomastico può essere celebrato il 1º novembre, festa di Tutti i Santi. Quale ipocoristico di Ildebrando o Aldobrando, invece, la ricorrenza ricade prevalentemente il 22 agosto, in memoria di sant'Aldobrando (o Ildebrando) da Bagnoregio.

## Persone

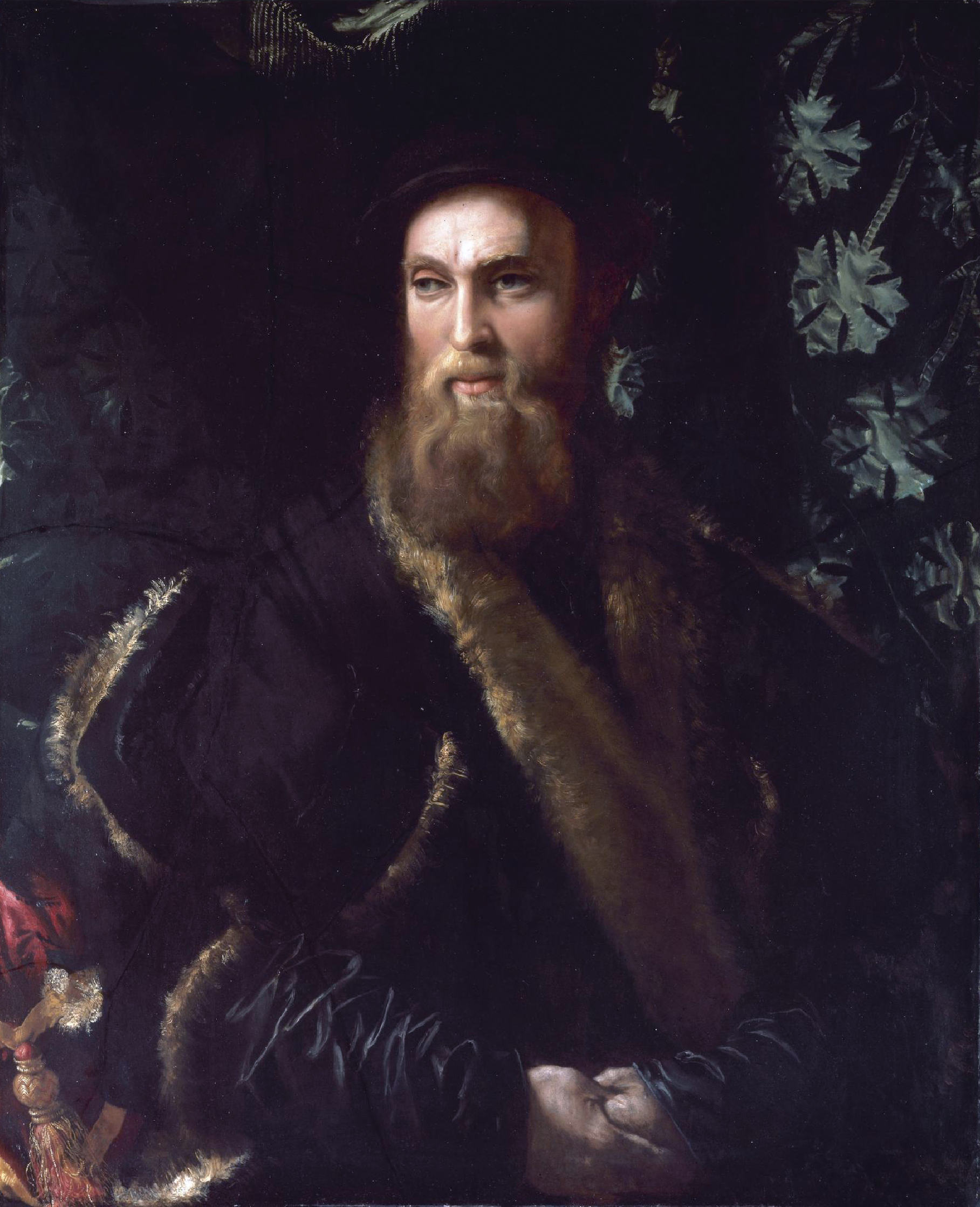
Bindo Altoviti

### Variante Bindo
- Bindo Altoviti, banchiere italiano
- Bindo Bonichi, religioso e poeta italiano
- Bindo Giacomo Caletti, politico italiano
- Bindo Maserati, ingegnere e imprenditore italiano

### Altre varianti
- Bandino Guidi di Romena, vescovo italiano cattolico italiano
- Bandino Panciatichi, cardinale italiano
- Bandinello Sauli, cardinale e vescovo cattolico italiano

## Curiosità
- Rimandare a San Bindo è un'espressione popolare che significa "rimandare a un tempo lontanissimo, ben sapendo che non verrà mai" (in riferimento, per esempio, a un impegno gravoso, a un pagamento, a una promessa che non si ha intenzione di mantenere e simili). San Bindo, in effetti, esiste solo nella tradizione popolare e il giorno che gli è dedicato si dovrebbe festeggiare tre giorni dopo quello del Giudizio Universale[6].